# Radonić (miasto Drniš)
Radonić – wieś w Chorwacji, w żupanii szybenicko-knińskiej, w mieście Drniš. W 2011 roku liczyła 412 mieszkańców.